# クセニア・パルベツ
クセーニヤ・アレクサンドロヴナ・パルベツ（ロシア語: Ксения Александровна Парубец, ラテン文字転写: Kseniia Aleksandrovna Parubets, 1994年10月31日 - ）、旧姓イリチェンコ（ロシア語: Ильченко, ラテン文字転写: Iltchenko）は、ロシアの女子バレーボール選手。ポジションはアウトサイドヒッター。ロシア代表。

## 来歴
- クラブチーム

2012年、ウラロチカ・エカテリンブルクに入団した。同年11月18日、イルチェンコはウラロチカのトップチームとしてデビューし、ロシアスーパーリーグのザレチエ・オジンツォボとの試合に出場。　翌シーズン(2013-2014）からは出場が増え、2014年からクラブのレギュラーメンバーとなった。2014-2015年のロシア選手権においてイルチェンコは活躍を見せ、予選ではアタッカーベスト7に入り、プレーオフでは最も結果を残した選手となった。この活躍によりウラロチカはロシア選手権で銅メダルを獲得する。2021/22シーズンのロシア・スーパーリーグではチームは準優勝し、リーグMVPに選ばれた。2022/23シーズンからはロコモティブ・カリーニングラードへ移籍し、チームの主将を務めている。
- 代表チーム

2015年、ロシア代表に初選出される。ヨーロッパ選手権で優勝し、エリツィン・カップでも優勝。同年7月のワールドグランプリでは銀メダルを獲得した。同年8-9月に日本で開催されたワールドカップにも出場したが、ロシア代表チームは総合4位に終わりメダルを獲得することはできなかった。 なお8月23日に東京で行われた日本対ロシアの試合にもメンバー入りしていたが、試合には出場しなかった。2016年のリオデジャネイロオリンピックの最終メンバーからは外れた。2018年のネーションズリーグでは主将を務めた。同年10月の世界選手権に出場した。2019年、ワールドカップでは銅メダルを獲得した。
- 私生活

2016年5月に結婚。シーズン2016/17より登録選手名をパルベツに変更。

## 球歴

### クラブ
- 2012年　20歳以下ロシア選手権優勝
- 2013年　20歳以下ロシア選手権優勝
- 2014年　20歳以下ロシア選手権優勝
- 2014年　CEVチャレンジカップ準優勝 [4]
- 2015年　CEVチャレンジカップ準優勝 [5]
- 2015年　ロシア選手権銅メダル

### ロシア代表
- 2015年　ワールドグランプリ 準優勝 [6]
- 2015年　ヨーロッパ選手権 優勝　 [7]
- 2015年　ワールドカップ 4位　[8]
- 2017年　グラチャン 4位
- 2018年　世界選手権 7位
- 2019年　ワールドカップ 3位

## 所属クラブ
- ウラロチカ・エカテリンブルク（2012-2022年）
- ロコモティブ・カリーニングラード（2022-）